# La Chojlla
La Chojlla (auch Mina Chojlla) ist eine Ortschaft im Departamento La Paz im südamerikanischen Anden-Staat Bolivien.

## Lage im Nahraum
La Chojlla ist eine Bergwerkssiedlung im Municipio Yanacachi in der Provinz Sud Yungas. Die Ortschaft liegt auf einer Höhe von 2270 m am Río Takesi, einem rechten Nebenfluss des Río Unduavi, der über den Río Boopi zum Río Beni führt.

## Geographie
La Chojlla liegt in den bolivianischen Yungas am Ostabhang des Hochgebirgsrückens der Cordillera Real. Die Region weist ein ausgeprägtes Tageszeitenklima auf, bei dem die mittleren Temperaturschwankungen im Tagesverlauf deutlicher ausfallen als im Ablauf der Jahreszeiten.
Die Jahresdurchschnittstemperatur der Region liegt bei 12 °C, die Monatswerte schwanken nur unwesentlich zwischen knapp 10 °C im Juni/Juli und knapp 14 °C im November/Dezember (siehe Klimadiagramm Yapacani). Der Jahresniederschlag beträgt etwa 1000 mm, die Monatsniederschläge liegen zwischen etwa 10 mm in den Monaten Juni und Juli und etwas mehr als 150 mm von Dezember bis Februar.

## Verkehrsnetz
La Chojlla liegt in einer Entfernung von 157 Straßenkilometern östlich von La Paz, der Hauptstadt des gleichnamigen Departamentos.
Von La Paz führt die asphaltierte Nationalstraße Ruta 3 in nordöstlicher Richtung 60 Kilometer bis Unduavi, von dort zweigt die unbefestigte Ruta 25 nach Chulumani in südöstlicher Richtung ab und folgt dem Flusslauf des Río Unduavi. Nach etwa 25 Kilometern führt eine Nebenstraße nach rechts über das auf einem Bergrücken gelegenen Yanacachi nach La Chojlla.

## Bevölkerung
Die Einwohnerzahl der Ortschaft war in den vergangenen beiden Jahrzehnten deutlichen Schwankungen unterworfen, bedingt durch die Absatzsituation des dortigen Bergwerks:
| Jahr | Einwohner | Quelle       |
| ---- | --------- | ------------ |
| 1992 | 1316      | Volkszählung |
| 2001 | 943       | Volkszählung |
| 2012 | 1573      | Volkszählung |
| 2024 |           | Volkszählung |

## Wirtschaft
Zentrum der Ortschaft ist das Bergwerk „La Chojlla“, in dem seit mindestens 1940 Zinn- und Wolframerze abgebaut werden. Hauptstollen der Grube ist der Carmen-Stollen auf der gleichnamigen Sohle, dessen Mundlöcher neben der Hauptstraße liegen. Die unter der Carmen-Sohle gelegenen Abbaubereiche werden durch einen seigeren Blindschacht erschlossen, in denen im klassischen Firstenstoßbau das Erz hereingewonnen und mit gleisgebundenen Förderwagen gefördert wird. Die Abbaue über der Carmen-Sohle werden mit einem Schrägschacht mit Seilfahrteinrichtung erschlossen. Auf diesen oberen Sohlen erfolgt die Gewinnung mit Gleislostechnik: Das Bergwerk Chojlla gilt als eine der ersten Gruben in Bolivien, in der die Gleislostechnik eingeführt wurde (sog. Laud-Haul-Dump-Betrieb (LHD) mit Fahrladern). Für die Reparatur der Gleislosfahrzeuge befindet sich eine Werkstatt untertage auf einer der Sohlen. Während auf den unteren Sohlen der Betrieb durch die Firma International Mining Company (IMCO) erfolgt, arbeiten auf den höheren Sohlen unabhängige (wohl genossenschaftlich organisierte) Bergleute – der LHD-Betrieb scheint dort jedoch nicht mehr zu funktionieren.
Das Wasser des Río Takesi (auch: Río Taquesi) ist unterhalb der Bergwerkssiedlung durch einen Damm aufgestaut. Im Jahr 2002 wurde dort ein Wasserkraftwerk mit einer elektrischen Leistung von 35 Megawatt fertiggestellt.